# Tiêu thụ năng lượng trên toàn cầu
World total primary energy consumption by fuel in 2018
Tiêu thụ năng lượng trên toàn cầu là tổng năng lượng được sản xuất và sử dụng bởi toàn bộ nền văn minh nhân loại. Thông thường được đo mỗi năm, nó liên quan đến tất cả năng lượng được khai thác từ mọi nguồn năng lượng được áp dụng cho những nỗ lực của nhân loại trên mọi lĩnh vực công nghiệp và công nghệ, trên mọi quốc gia. Nó không bao gồm năng lượng từ thực phẩm và mức độ đốt cháy sinh khối trực tiếp đã được thừa nhận là ít được ghi lại. Là thước đo nguồn năng lượng của nền văn minh, lượng tiêu thụ năng lượng trên toàn thế giới có ý nghĩa sâu sắc đối với lĩnh vực kinh tế - chính trị - xã hội của nhân loại.

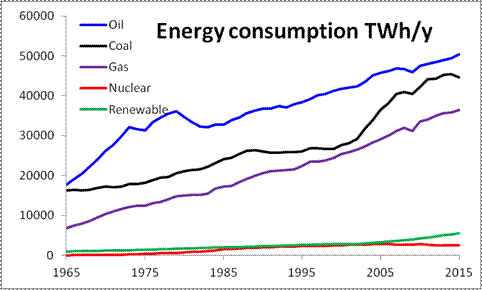
Tiêu thụ năng lượng của thế giới (dữ liệu năm 2015) Mỗi 10.000 TWh / y tương ứng với giá trị trung bình khoảng 1,14 TW.

Các tổ chức như Cơ quan Năng lượng Quốc tế (IEA), Cơ quan Thông tin Năng lượng Hoa Kỳ (EIA) và Cơ quan Môi trường Châu Âu (EEA) ghi lại và xuất bản dữ liệu năng lượng định kỳ. Dữ liệu được cải thiện và sự hiểu biết về tiêu thụ năng lượng thế giới có thể tiết lộ các xu hướng và mô hình hệ thống, có thể giúp đóng khung các vấn đề năng lượng hiện tại và khuyến khích chuyển động theo các giải pháp hữu ích chung.
Liên quan chặt chẽ đến tiêu thụ năng lượng là khái niệm về tổng cung cấp năng lượng sơ cấp (TPES), trong đó - ở cấp độ toàn cầu - là tổng sản lượng năng lượng trừ đi những thay đổi về lưu trữ. Do những thay đổi của việc lưu trữ năng lượng trong năm là không đáng kể, nên các giá trị TPES có thể được sử dụng như một công cụ ước tính cho mức tiêu thụ năng lượng. Tuy nhiên, TPES bỏ qua hiệu suất chuyển đổi, các dạng năng lượng quá mức với hiệu suất chuyển đổi kém (ví dụ than, khí đốt và hạt nhân) và các dạng dưới mức đã được tính toán dưới dạng chuyển đổi (ví dụ như quang điện hoặc thủy điện). IEA ước tính, trong năm 2013, tổng cung cấp năng lượng sơ cấp (TPES) là 157,5 petawatt giờ, hoặc 1.575 x 10 mũ 17 Wh. Từ năm 2000-2012 than là nguồn năng lượng với tổng mức tăng trưởng lớn nhất. Việc sử dụng dầu và khí đốt tự nhiên cũng có sự tăng trưởng đáng kể, tiếp theo là thủy điện và năng lượng tái tạo. Năng lượng tái tạo tăng với tốc độ nhanh hơn bất kỳ thời điểm nào khác trong lịch sử trong giai đoạn này. Nhu cầu về năng lượng hạt nhân giảm, một phần do thảm họa hạt nhân (sự cố Đảo Three Mile năm 1979, Chernobyl năm 1986 và Fukushima năm 2011). Gần đây, việc tiêu thụ than đã giảm so với năng lượng tái tạo. Tiêu thụ than giảm từ khoảng 29% tổng mức tiêu thụ năng lượng sơ cấp toàn cầu năm 2015 xuống còn 27% trong năm 2017, và năng lượng tái tạo không thủy điện lên tới khoảng 4% từ 2%.
Năm 2011, chi tiêu cho năng lượng đạt hơn 6 nghìn tỷ đô la Mỹ, tương đương khoảng 10% tổng sản phẩm quốc nội (GDP) trên thế giới. Châu Âu dành gần một phần tư chi tiêu năng lượng của thế giới, Bắc Mỹ gần 20% và Nhật Bản 6%.